# Bezirksrabbinat (Württemberg)
Die Bezirksrabbinate entstanden 1832 zusammen mit der Israelitischen Oberkirchenbehörde im Königreich Württemberg und teilten die jüdischen Gemeinden in Bezirksverbände, die zugleich Rabbinatsbezirke waren, ein.

## Geographische Einteilung
Es entstanden folgende 13 Bezirkssynagogen bzw. Bezirksrabbinate mit insgesamt 41 Gemeindebezirken
- Berlichingen (1851 dem Rabbinat Mergentheim angegliedert)
- Braunsbach
- Buchau
- Buttenhausen
- Freudental
- Jebenhausen (ab 1867 oder 1874 nach Göppingen verlegt)
- Laupheim
- Lehrensteinsfeld (ab 1. Juli 1867 nach Heilbronn verlegt)
- Mergentheim
- Mühringen (nach 1911 nach Horb am Neckar verlegt)
- Oberdorf am Ipf
- Stuttgart
- Weikersheim.

## Organisation und Aufgaben
Die Bezirkssynagogen wurden der Israelitischen Oberkirchenbehörde unterstellt, die aus einem Regierungskommissar als Vorsitzendem, einem israelitischen Theologen und mindestens drei weiteren Mitgliedern bestand. Vorsteher der Bezirksrabbinate war der Bezirksrabbiner.
Die Aufgaben umfassten den Vollzug der landesherrlichen Verordnungen, die Verkündigung und den Vollzug der Verordnungen der Israelitischen Oberkirchenbehörde in Württemberg, Beratungen über Schulangelegenheiten, die Verwaltung von Stiftungen und die Verteilung von Almosen. Zur Finanzierung der Bezirksrabbinate wurden Umlagen von den einzelnen jüdischen Gemeinden bezahlt.

## Archivquellen
- Staatsarchiv Ludwigsburg, Bestand: E 212
- Hauptstaatsarchiv Stuttgart, Bestand: E 201c